# Europese weg 99
De Europese weg 99 of E99 is een Europese weg die loopt van Şanliurfa in Turkije naar Sadarak in Azerbeidzjan. Het is een Klasse A Noord-Zuid-verbindingsweg en verbindt het Turkse Şanliurfa met het Azerbeidzjaanse Sadarak en komt hiermee op een afstand van ongeveer 750 kilometer. De route is door de UNECE als volgt vastgelegd: Şanlıurfa - Diyarbakır - Bitlis - Doğubeyazit - Iğdir - Dilucu - Sadarak.